# Cuphodes lithographa
Cuphodes lithographa là một loài bướm đêm thuộc họ Gracillariidae. Nó được tìm thấy ở Queensland.